# Virginia Slims of New England
Virginia Slims of New England — профессиональный женский теннисный турнир, проводившийся под эгидой WTA и USTA в период с 1971 по 1998 годы.

## Общая информация
Элитный женский профессиональный тур пришёл в Новую Англию в 1971 году, когда в городе Уинчестер, штат Массачусетс, было организовано соревнование тура Virginia Slims. Турнир прошёл успешно и без особых накладок, благодаря чему через год он был переведён в Бостон, где приз содержался на следующие двенадцать лет (первые два из которых он были совмещены с зальным чемпионатам США). В конце 1984 года, по финансовым соображениям, бостонский турнир был прекращён.
Пауза, впрочем, длилась недолго: уже в 1986 году соревнование было возобновлено в ещё одном городе штата Массачусетс: в Вустере. Местные организаторы смогли не просто выкупить лицензию WTA, но и обеспечить достаточный призовой фонд для проведения турнира 2-й категории. Спонсоры помогли провести в этом году сразу два турнира: в январе и в ноябре. Здесь турнир продержался до 1991 года, когда по финансовым соображениям вновь был закрыт. Лицензию турнира подобного статуса выкупили организаторы турнира в Филадельфии.
Следующее возвращение женского тура состоялось в регион в 1998 году: USTA задействовало теннисный центр в Бостоне, как часть разминочной серии соревнований перед US Open. Найти спонсоров на длительное существование турнира не удалось и история приза вновь прервалась.
Нового приезда профессионального женского тура в Бостон пришлось ждать ещё девять лет: в 2007 году в рамках сотрудничества с ITF здесь было организовано соревнование местного тура с призовым фондом в 50 тысяч долларов. Турнир проводился в июне-июле в течение пяти лет, пока вновь не был закрыт.

### Победители и финалисты
Лучшей теннисисткой в истории соревнования является Мартина Навратилова, десять раз выигрывавшая местный главный приз (по пять раз в рамках одиночного и парного соревнований). Кроме неё одиночный турнир более одного раза выигрывала лишь Ивонн Гулагонг (два титула); в парном соревновании список многократных чемпионок более широк: сразу семерым спортсменкам удавалось более одного раза праздновать здесь успех.

## Финалы прошлых лет

### Одиночные турниры
| Год       | Призовые    | Чемпионка               | Финалистка        | Счёт финала    |
| --------- | ----------- | ----------------------- | ----------------- | -------------- |
| Бостон    |             |                         |                   |                |
| 1998      | 164.250 USD | Мариан де Свардт        | Барбара Шетт      | 3-6 7-6(4) 7-5 |
| Вустер    |             |                         |                   |                |
| 1990      | 350.000 USD | Штеффи Граф             | Габриэла Сабатини | 7-6(5) 6-3     |
| 1989      | 300.000 USD | Мартина Навратилова (5) | Зина Гаррисон     | 6-2 6-3        |
| 1988      | 300.000 USD | Мартина Навратилова (4) | Наталья Зверева   | 6-7(7) 6-4 6-3 |
| 1987      | 250.000 USD | Пэм Шрайвер             | Крис Эверт        | 6-4 4-6 6-0    |
| 1986 (2)  | 250.000 USD | Мартина Навратилова (3) | Гана Мандликова   | 6-2 6-3        |
| 1986 (1)  | 250.000 USD | Мартина Навратилова (2) | Пэм Шрайвер       | 6-1 6-4        |
| Бостон    |             |                         |                   |                |
| 1984      | 150.000 USD | Гана Мандликова         | Хелена Сукова     | 7-5 6-0        |
| 1983      | 150.000 USD | Венди Тёрнбулл          | Сильвия Ханика    | 6-4 3-6 6-4    |
| 1982      | 150.000 USD | Кэти Джордан            | Венди Тёрнбулл    | 7-5 1-6 6-4    |
| 1981      | 150.000 USD | Крис Эверт              | Мима Яушовец      | 6-4 6-4        |
| 1980      | 125.000 USD | Трейси Остин            | Вирджиния Уэйд    | 6-2 6-1        |
| 1979      | 150.000 USD | Диэнн Фромхольц         | Сью Баркер        | 6-2 7-6        |
| 1978      | 100.000 USD | Ивонн Гулагонг (2)      | Крис Эверт        | 4-6 6-1 6-4    |
| 1976      | 75.000 USD  | Ивонн Гулагонг          | Вирджиния Уэйд    | 6-2 6-0        |
| 1975      | 75.000 USD  | Мартина Навратилова     | Ивонн Гулагонг    | 6-2 4-6 6-3    |
| 1974      | 25.000 USD  | Маргарет Смит-Корт      | Билли-Джин Кинг   | 6-2 6-4        |
| Уинчестер |             |                         |                   |                |
| 1971      | 12.500 USD  | Билли-Джин Кинг         | Розмари Касальс   | 4-6 6-2 6-3    |

### Парные турниры
| Год      | Чемпионки                               | Финалистки                          | Счёт финала |
| -------- | --------------------------------------- | ----------------------------------- | ----------- |
| 1998     | Лиза Реймонд Ренне Стаббз               | Мариан де Свардт Мэри-Джо Фернандес | 6-4 6-4     |
| 1990     | Джиджи Фернандес Хелена Сукова          | Мэри-Джо Фернандес Яна Новотна      | 3-6 6-3 6-3 |
| 1989     | Мартина Навратилова (5) Пэм Шрайвер (4) | Элиза Бёрджин Розалин Фербенк       | 6-4 4-6 6-4 |
| 1988     | Мартина Навратилова (4) Пэм Шрайвер (3) | Габриэла Сабатини Хелена Сукова     | 6-3 3-6 7-5 |
| 1987     | Элиза Бёрджин Розалин Фербенк           | Беттина Бунге Ева Пфафф             | 6-4 6-4     |
| 1986 (2) | Мартина Навратилова (3) Пэм Шрайвер (2) | Клаудиа Коде-Кильш Хелена Сукова    | 6-3 6-1     |
| 1986 (1) | Мартина Навратилова (2) Пэм Шрайвер     | Клаудиа Коде-Кильш Хелена Сукова    | 6-3 6-4     |
| 1984     | Барбара Поттер (2) Шэрон Уолш (2)       | Андреа Леанд Мэри-Лу Пьятек         | 7-6 6-0     |
| 1983     | Джо Дьюри Энн Киёмура (2)               | Кэти Джордан Энн Смит               | 6-3 6-1     |
| 1982     | Кэти Джордан Энн Смит                   | Розмари Касальс Венди Тёрнбулл      | 7-6 2-6 6-4 |
| 1981     | Барбара Поттер Шэрон Уолш               | Джоанна Расселл Вирджиния Рузичи    | 6-7 6-4 6-3 |
| 1980     | Розмари Касальс Венди Тёрнбулл (2)      | Билли-Джин Кинг Илана Клосс         | 6-4 7-6     |
| 1979     | Керри Рид Венди Тёрнбулл                | Сью Баркер Энн Киёмура              | 6-4 6-2     |
| 1978     | Билли-Джин Кинг (4) Мартина Навратилова | Ивонн Гулагонг Бетти Стове          | 6-3 6-2     |
| 1976     | Мона Шоло Энн Киёмура                   | Розмари Касальс Франсуаза Дюрр      | 3-6 6-1 7-5 |
| 1975     | Розмари Касальс (3) Билли-Джин Кинг (3) | Крис Эверт Мартина Навратилова      | 6-3 6-4     |
| 1974     | Розмари Касальс (2) Билли-Джин Кинг (2) | Франсуаза Дюрр Бетти Стове          | 6-4 6-2     |
| 1971     | Розмари Касальс Билли-Джин Кинг         | Франсуаза Дюрр Энн Хейдон-Джонс     | 6-4 7-5     |